# Akiodorididae
Famille
Les Akiodorididae sont une famille de mollusques de l'ordre des nudibranches (limaces de mer).

## Liste des genres
Selon World Register of Marine Species, prenant pour base la taxinomie de Bouchet & Rocroi (2005), on compte cinq genres :
- Akiodoris Bergh, 1879 -- 2 espèces
- Armodoris Minichev, 1972 -- 2 espèces
- Doridunculus G.O. Sars, 1878 -- 2 espèces
- Echinocorambe Valdés & Bouchet, 1998 -- 1 espèce
- Prodoridunculus Thiele, 1912 -- 1 espèce